# 스네뵤른 갈티
스네뵤른 갈티 홀름스테인손(고대 노르드어: Snæbjǫrn Galti Holmsteinsson: 910년경-978년경)은 노르드인 항해자로, 그린란드를 향해 의도적으로 항해한 최초의 인물이다. 978년경 문제의 항해가 있었던 것으로 추측된다.

10세기 초, 군뵤른 울프손이 아이슬란드보다 서쪽에 있는 땅을 우연히 발견했다. 스네뵤른은 그 땅을 식민화하고자 출항했으나 선상반란이 일어나 피살당했다. 《스네뵤른 갈티의 사가》가 원래 있었다고 하는데, 현재는 소실되어 내용을 알 수 없다.
스네뵤른의 실패로부터 4년여 후인 982년, 에이리크 라우디가 최초의 영구적 그린란드 정착민이 되었다. 《붉은 에이리크의 사가》에 보면 에이리크는 그린란드 서해안을 탐사하는 데만 3년을 보냈는데, 스네뵤른에 비해 준비도 철저히 하고, 날씨 운도 따랐으며, 선원들에 대한 통제도 더 잘 이루어졌던 것으로 생각된다.